# Sion (Suïssa)
|  | Per a altres significats, vegeu «Sion». |

Sion (francès) o Sitten (alemany) és una ciutat suïssa capital del cantó de Valais.

## Geografia
Malgrat que al cens constin gairebé 30 mil habitants, cada dia acull més de 50 mil persones per a treballar o com a destí turístic cosa que la converteixen en la més poblada del cantó i en el seu centre econòmic.
Situada a la vall del Roine està coronada per la basílica menor o Castell de Valère i el Castell de Tourbillon, així com altres quatre castells.

## Història
Poblada des del Neolític, fou habitada pels seduns, poble celta del qual pren el nom llatí. En època romana estava a l'ombra d'Octodurus, fins que al segle V va acollir la seu episcopal i començà a adquirir més importància.
A partir del 999 el bisbe de Sion es va convertir també en comte de Valais, cosa que el va enfrontar amb la dieta d'aquesta mateixa ciutat. Enfrontats amb els Savoia, el darrer setge de la vila fou el 1475.
El 1788 la ciutat va patir un fort incendi, però fou reconstruïda. Durant el segle xix es van aterrar les muralles, de les quals només queda la Torre de les Bruixes i la Torre de Guet.
Sion ha intentat tres vegades organitzar uns Jocs Olímpics d'Hivern el 1976, 2002 i 2006, però no ho ha aconseguit.

## Persones il·lustres
- Johnny Leoni, futbolista.

## Galeria d'imatges

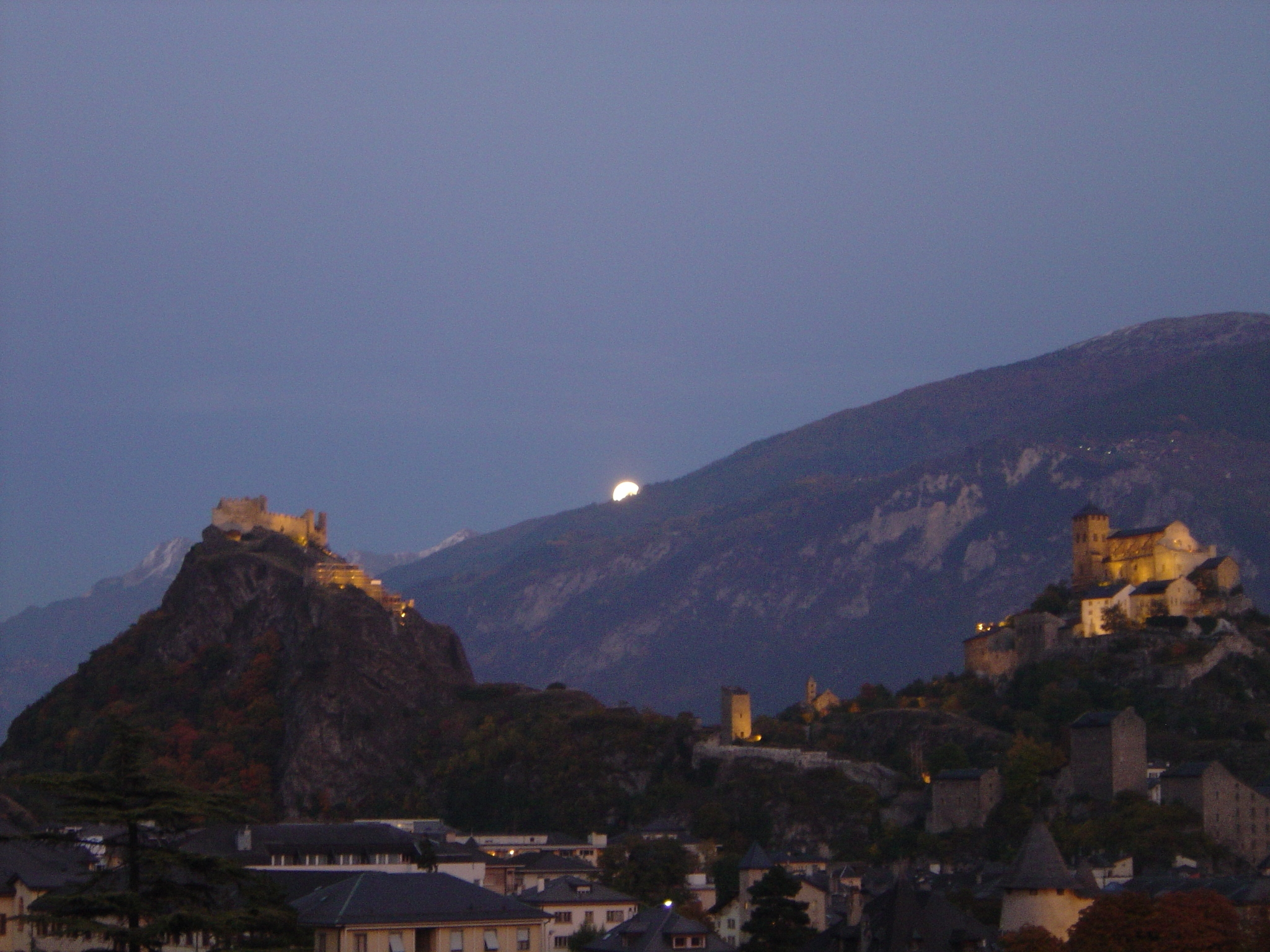
La lluna sobre la ciutat
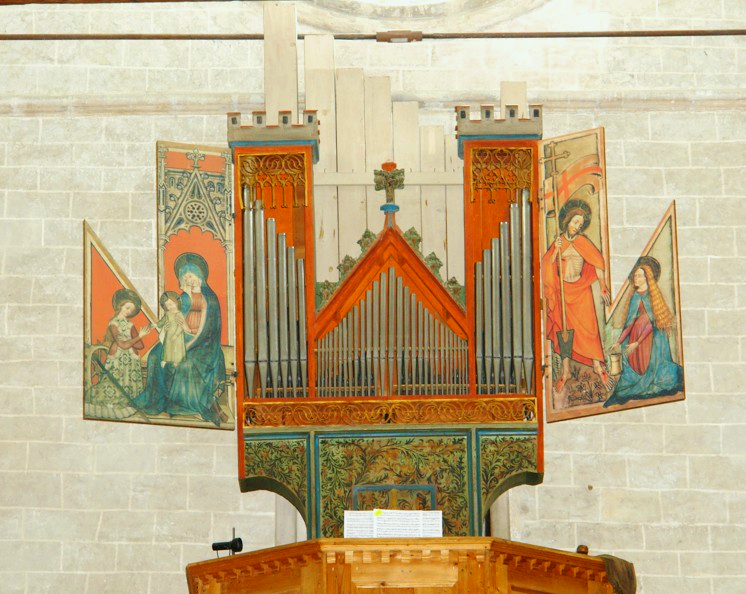
Orgue de 1430
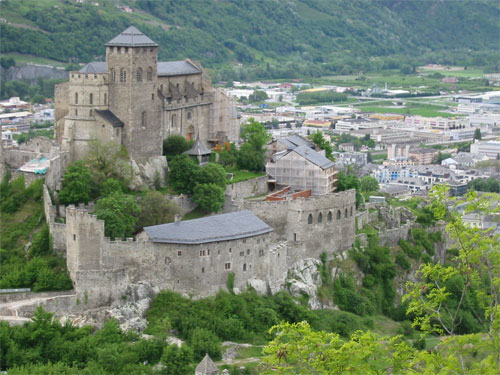
La basílica de Valère des de les ruïnes de Tourbillon
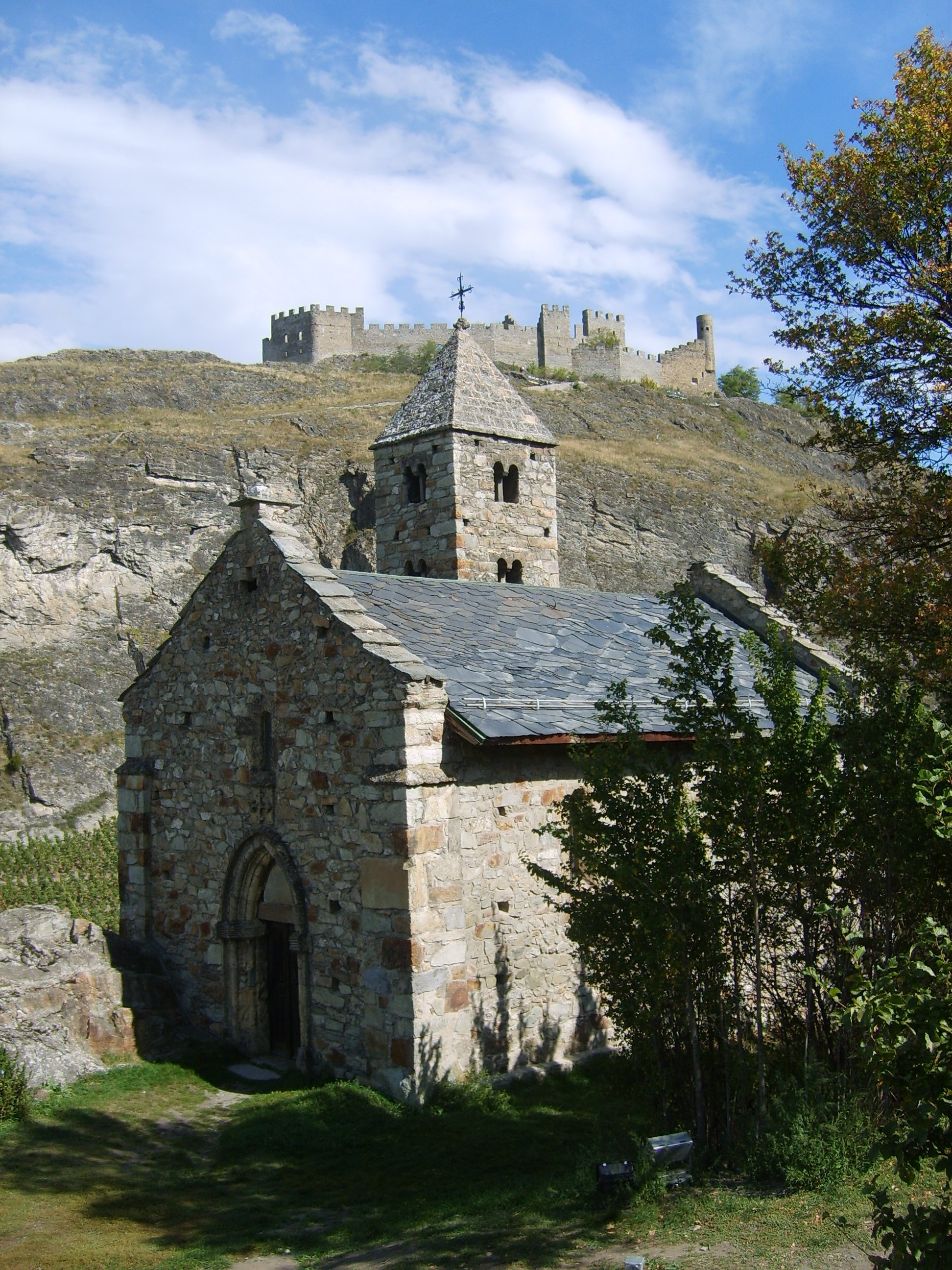
Capella de Tots Sants i el castell
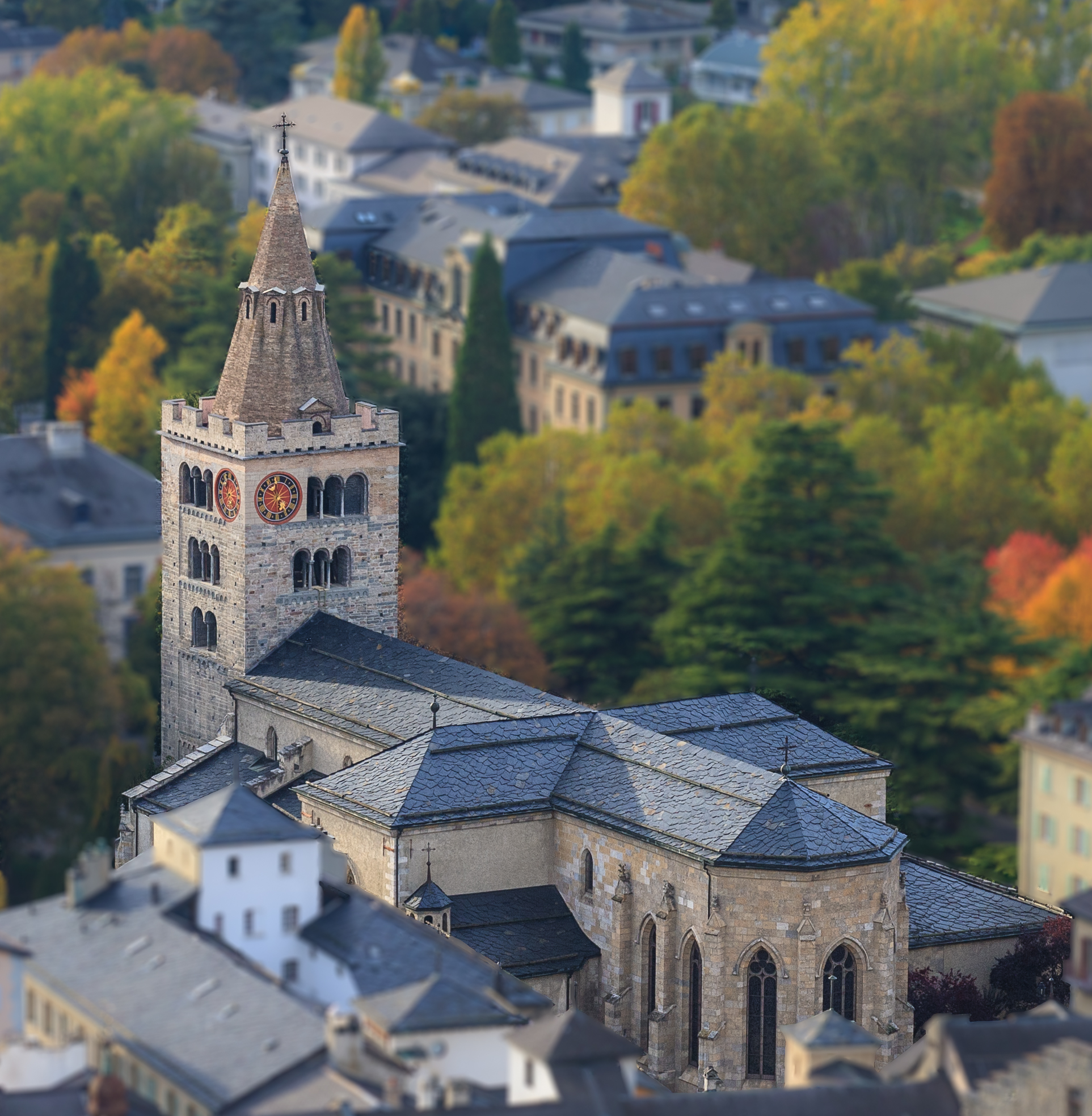
La basílica de Notre Dame du Glarier